# Braunsbach (Badenia-Wirtembergia)
Braunsbach – miejscowość i gmina w Niemczech, w kraju związkowym Badenia-Wirtembergia, w rejencji Stuttgart, w regionie Heilbronn-Franken, w powiecie Schwäbisch Hall, siedziba związku gmin Braunsbach-Untermünkheim. Leży nad rzeką Kocher, ok. 10 km na północ od Schwäbisch Hall, przy autostradzie A6.

## Współpraca
Miejscowości partnerskie:
- Arnsdorf – dzielnica Penig, Saksonia
- Döttingen, Szwajcaria (kontakty utrzymuje dzielnica Döttingen)
- Vouillé, Francja
- Zwierzyniec, Polska